# Sandstraße (Lübeck)

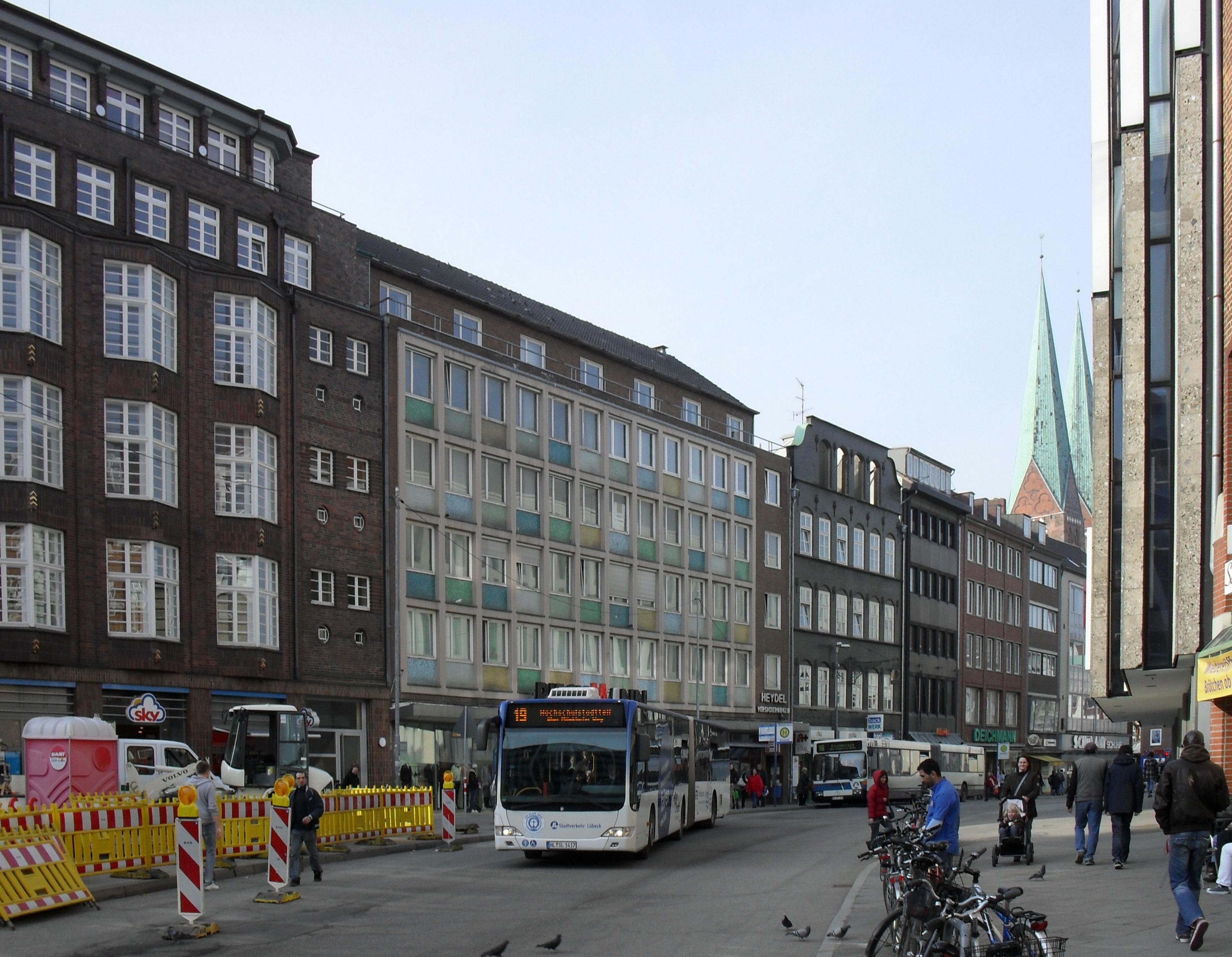
Die Sandstraße, Blick in Richtung Kohlmarkt. Im Hintergrund die Marienkirche

Gleicher Blick vor 1904

Die Sandstraße, rot markiert auf einem Stadtplan von 1910

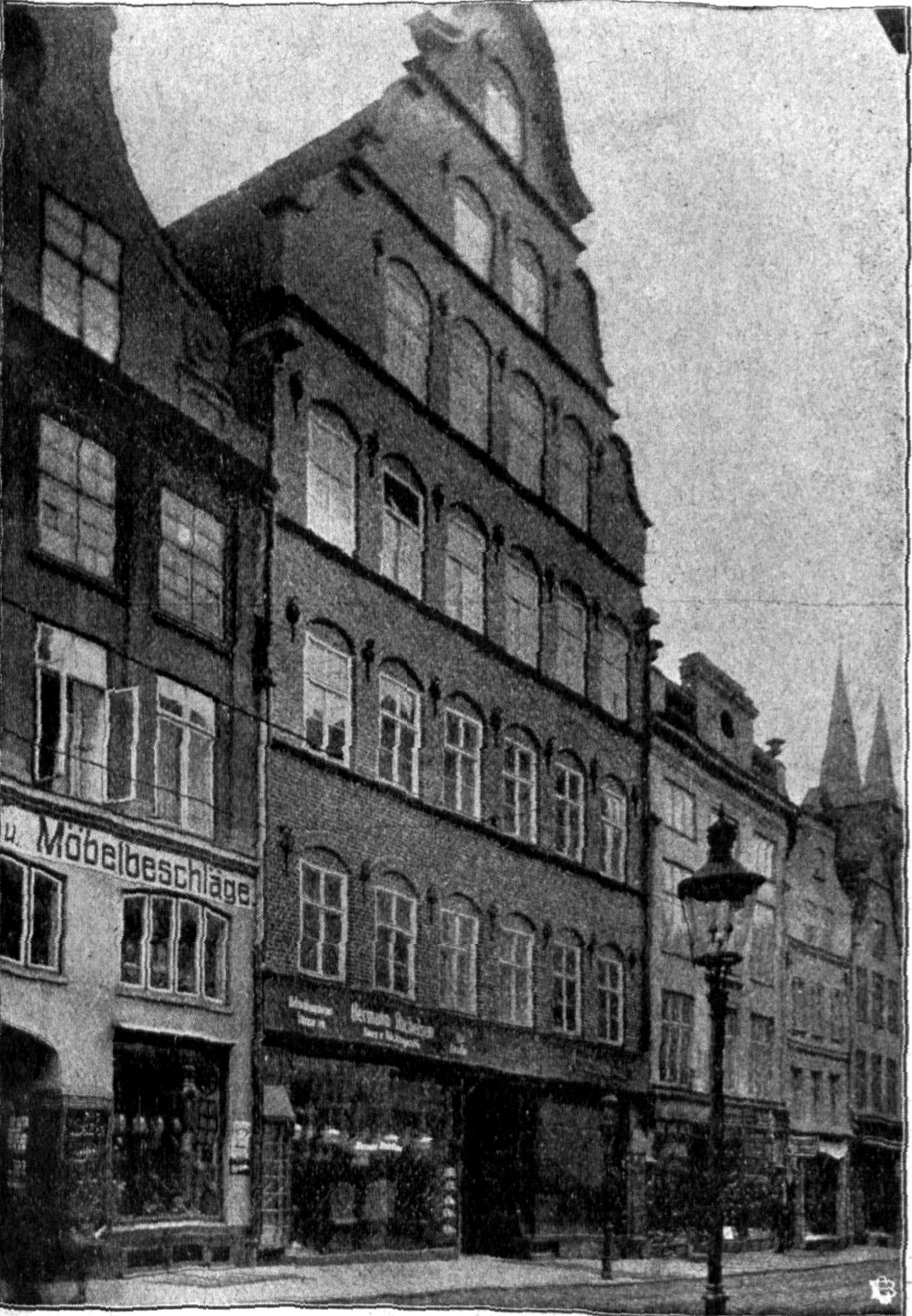
Der Neubau der Halbmondapotheke im Jahre 1912

Die Sandstraße ist eine der Haupteinkaufsstraßen der Lübecker Altstadtinsel.

## Verlauf
Die Sandstraße ist die Verlängerung der Lübecker Hauptfußgängerzone, der Breiten Straße, nach Süden und führt von der Kreuzung Kohlmarkt/Wahmstraße über den Klingenberg und die Mühlenstraße aus der Stadt nach Süden in Richtung der Vorstadt Lübeck-St. Jürgen heraus. Der Name rührt von dem Sander des Altstadthügels Bucu her, auf dem die Straße verläuft.
Sie ist für den Individualverkehr gesperrt und wichtige Trasse des ÖPNV.

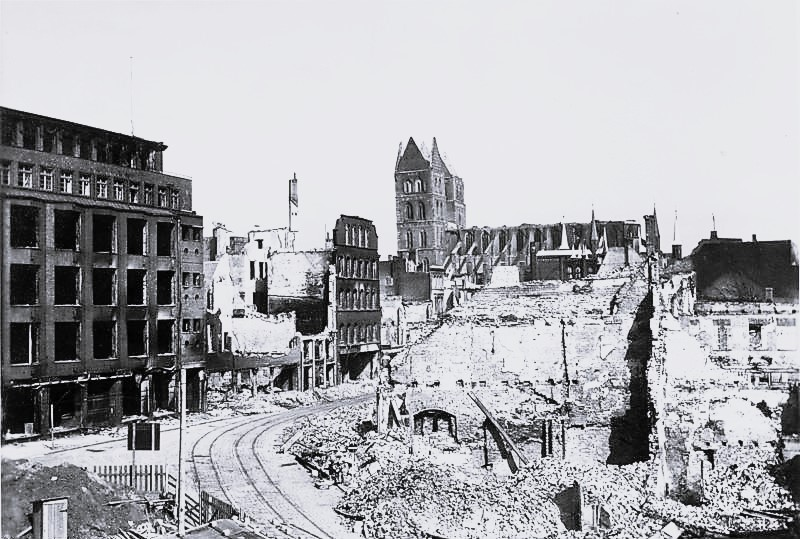
Blick vom Klingenberg in die Sandstraße nach dem Luftangriff 1942

Die Sandstraße liegt in dem Gebiet, das vom Bombenangriff im März 1942 am schwersten betroffen wurde.
Einziges denkmalgeschütztes Gebäude ist ein backsteinexpressionistisches Kaufhausgebäude Nr. 24–28 (Kaufhaus am Klingenberg) vom Ende der 1920er Jahre.

## Stadtplanung
Die derzeitige Gestaltung dieser Einkaufsstraße ist das Ergebnis der Stadtplanung des Wiederaufbaus. Nach der erfolgten Fertigstellung des Einkaufszentrums Haerder Center soll nun (2010) die Sandstraße in Verlängerung der Breiten Straße fußgängerzonenähnlich aufgewertet werden. Durch die großflächigen Abrisse für den Neubau des Einkaufszentrums erhielt man 2007 einen Eindruck, wie die Stadt nach dem Bombenangriff des Zweiten Weltkrieges ausgesehen haben muss. Der Neubau mit über 10.000 m² Einzelhandelsfläche wurde am 30. Oktober 2008 eröffnet.